# Hooglandse Kerk

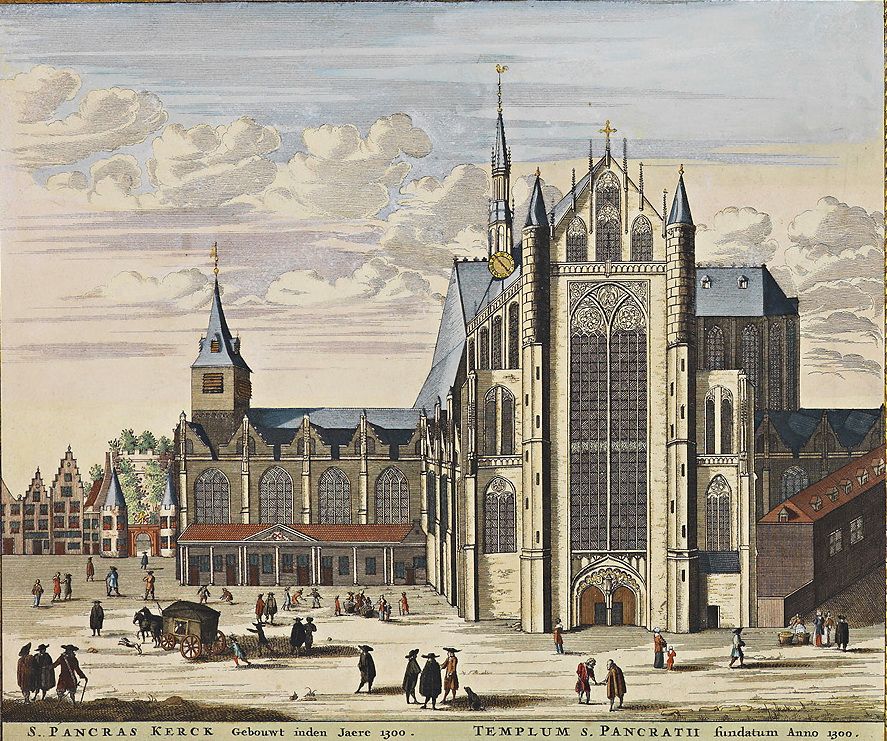
Hooglandse Kerk in de Atlas de Wit, ca. 1698

De Hooglandse Kerk is een gotisch kerkgebouw in de Nederlandse stad Leiden. Doordat het schip en de toren lager zijn dan het koor en het transept, heeft de kerk een zeer karakteristiek silhouet. De Hooglandse Kerk is in gebruik bij de Protestantse Kerk in Nederland.

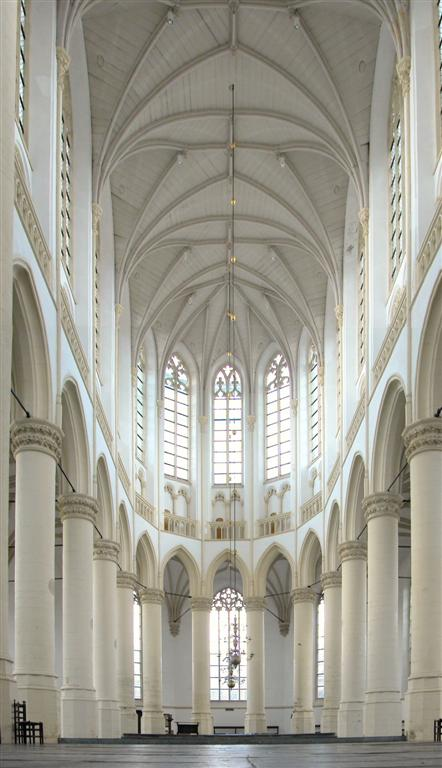
Het hoogkoor

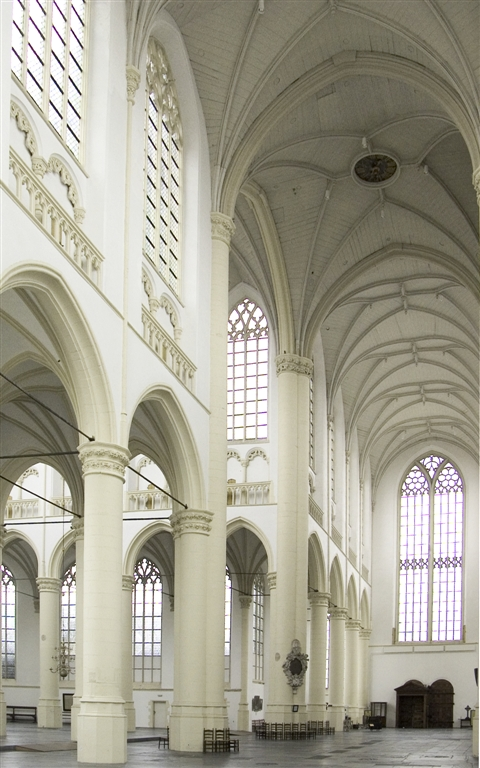
Het lange transept

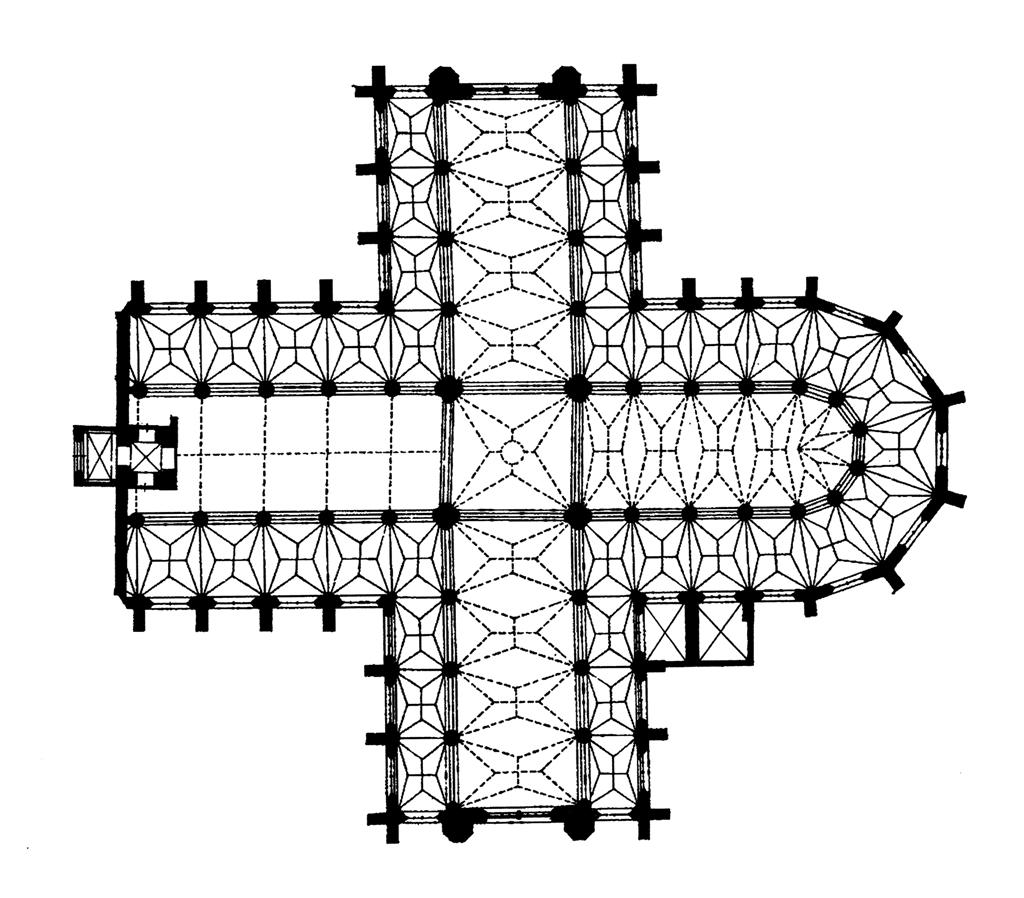
Grondplan van de Hooglandse kerk

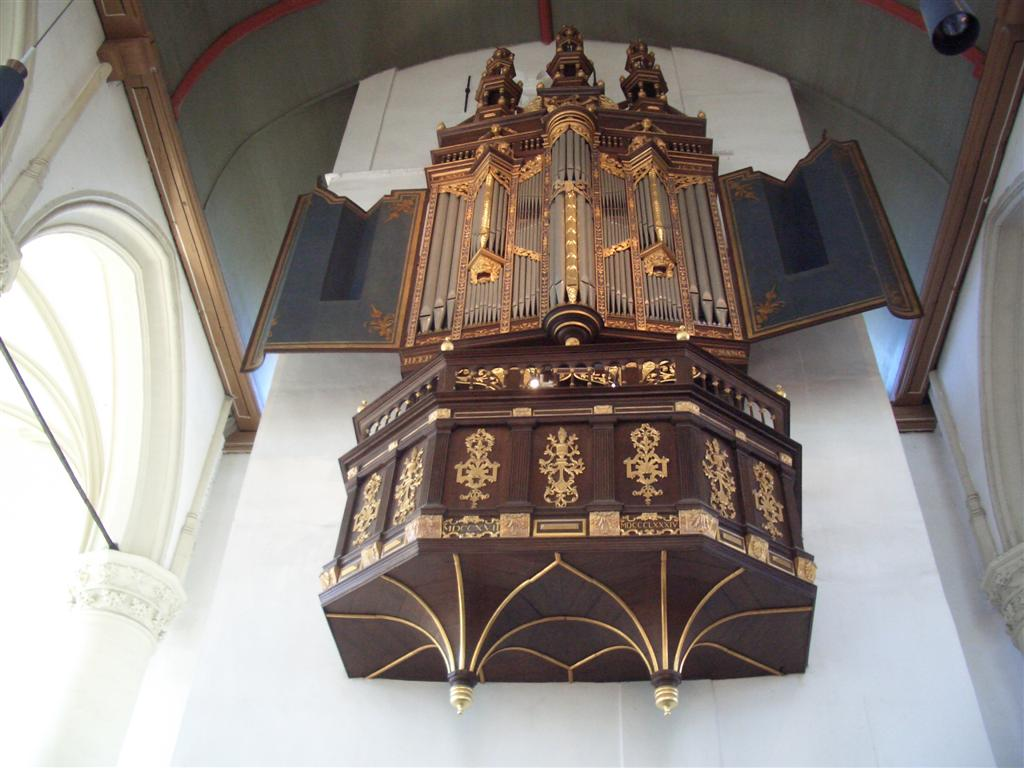
Het de Swart/Van Hagerbeer-orgel

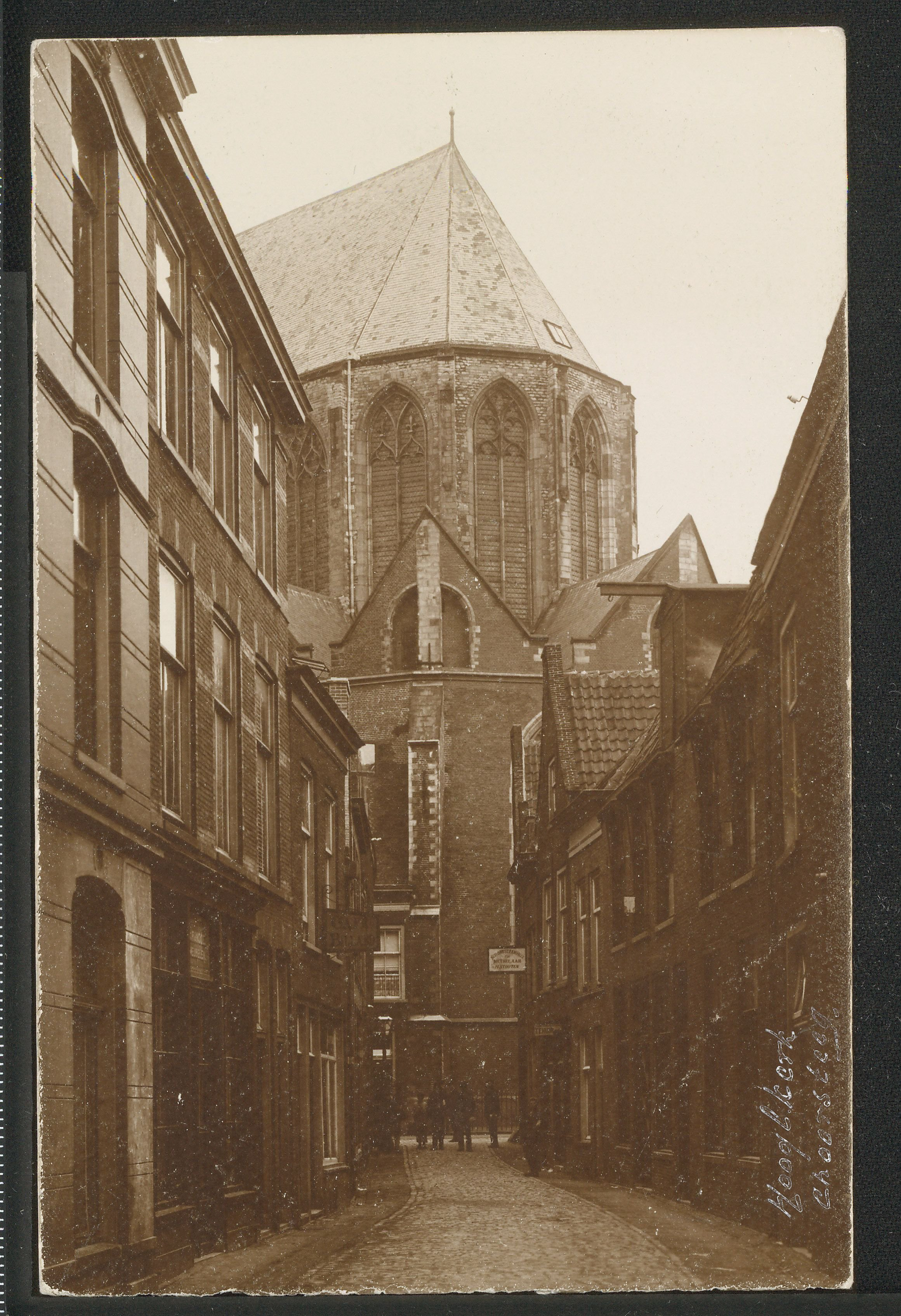
Hooglandsekerk Choorsteeg, gezien van de Hooigracht naar de Middelweg met gezicht op het koor van de Hooglandse kerk. 19de-eeuwse prentbriefkaart.

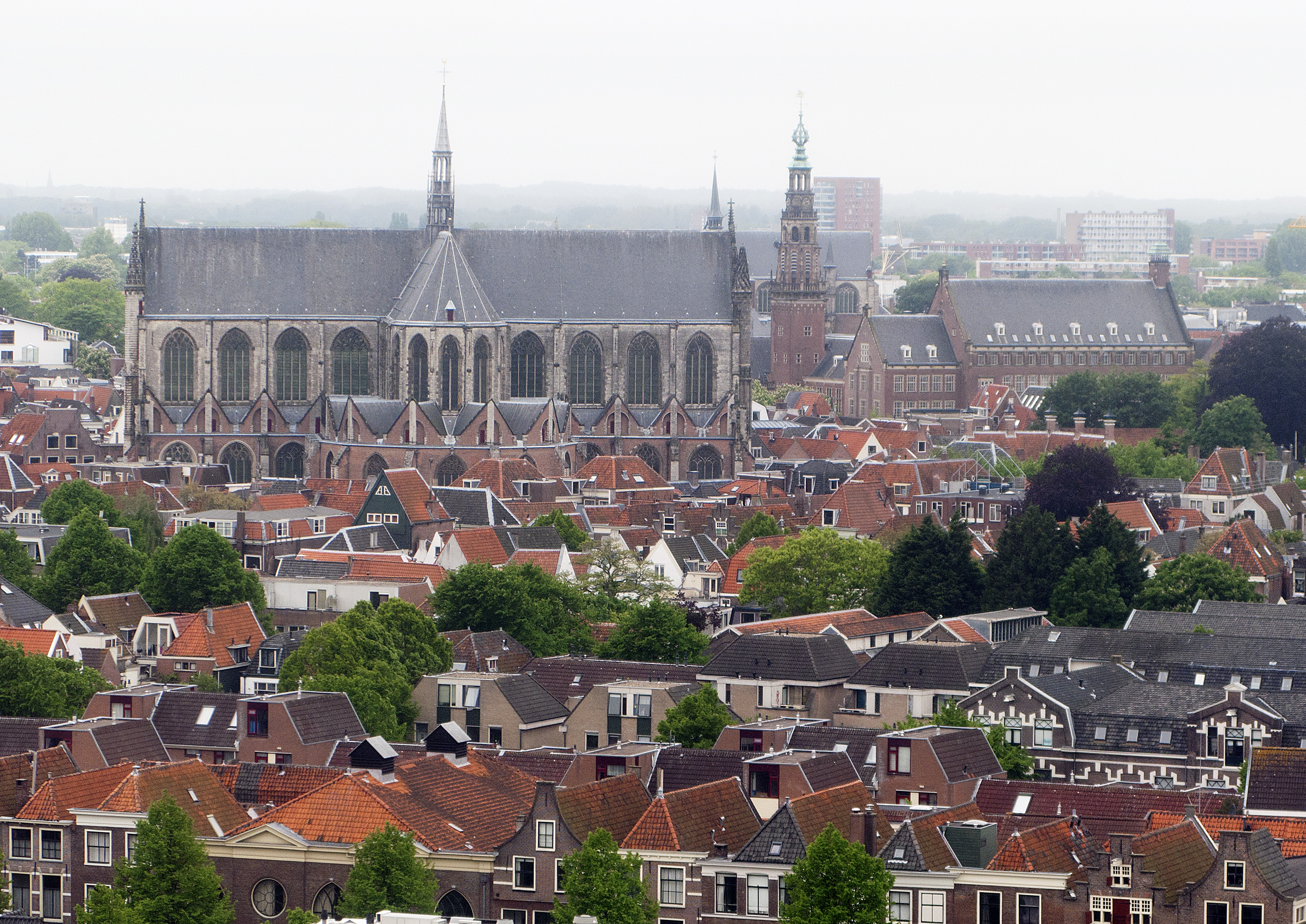
Gezicht op de kerk van het dak van de Meelfabriek

## Geschiedenis

### Kapel
De geschiedenis van de Hooglandse Kerk begint wanneer de bisschop van Utrecht, Gwijde van Avesnes, op 20 december 1314 toestemming verleent voor de bouw van een houten kapel op het ‘Hooge Land’ als bijkerk van de parochiekerk van Leiderdorp. De kapel is gewijd aan de heilige Pancratius († ca. 300). Enkele decennia later wordt deze kapel vervangen door een eenvoudige stenen kerk met een torentje, maar met de sterke economische groei van Leiden neemt de behoefte aan een veel grotere kerk al vrij snel toe.

### Kapittelkerk
Op 29 oktober 1366 verheft de bisschop van Utrecht, Jan van Virneburg, de kerk tot kapittelkerk. De kanunniken die deel uitmaken van het collegiale kapittel van Sint Pancras, zijn overwegend afkomstig uit voorname families en veelal van adel. De nieuwe status geeft de aanzet tot plannen voor een grootse kruiskerk, die de Pieterskerk in alle opzichten zal moeten overtreffen. In 1377 start de bouw van een grootse kerk, te beginnen met het priesterkoor (1391) en de kooromgang (1415). De eerste fase van het zuidertransept neemt een aanvang met de bouw van de Heilige Kruiskapel (1436). De vermelding van de Onze Lieve Vrouwekapel in een overeenkomst tussen het kapittel en het kerkmeesterscollege uit 1448 is de eerste aanwijzing voor de aanleg van het noordertransept. Tussen 1420 en 1436 komen de toegangsportalen tot stand. De zijbeuken worden in de periode 1432 en 1456 verbreed. Het kapittel lijdt regelmatig aan geldgebrek, onder meer als gevolg van tegenvallende inkomsten uit de afzonderlijke prebenden. Geldontwaarding, de afhankelijkheid van de stad Leiden van de wolhandel en de hoge belastingen die oorlogvoerende graven van Holland heffen, eisen eveneens hun tol. Ondanks de voortdurende vertraging gaat het ambitieuze project door. Omstreeks 1500 krijgt het brede transept zijn huidige vorm. Het is met een lengte van 65,70 meter het langste gotische transept in Nederland.

### Kathedraal
Op voorspraak van Karel de Stoute verleent paus Paulus II op 24 februari 1470 het kapittel van Sint Pancras ‘exemptie’. Daardoor valt het kapittel niet langer onder de rechtsmacht van het bisdom Utrecht, maar onder direct gezag van de paus. Het lot lijkt het kapittel gunstig gezind: omstreeks 1525 hebben de autoriteiten in de Nederlanden plannen om de Sint Pancraskerk tot kathedraal te laten verheffen. Leiden zou bisschopsstad worden en het collegiale kapittel zou tot kathedraalkapittel worden verheven. Zover komt het echter niet. Onrustige tijden zijn in aantocht: binnen het kapittel ontstaan spanningen en de invloed van de Reformatie neemt toe. Aan de bouw van de Sint Pancraskerk komt in 1535 voorgoed een einde. Bij de bisschoppelijke herindeling van 1559 gaat de beoogde bisschopszetel uiteindelijk naar de Grote of Sint-Bavokerk in Haarlem. De verlenging en verhoging van het schip (dat tot de Rijn zou reiken en met twee torens daar zou eindigen); de stenen gewelven, luchtbogen en balustraden worden niet meer voltooid: het blijft slechts bij de nog steeds zichtbare aanzetten. In de eerste helft van de 16e eeuw is de kerk met veel pracht en praal ingericht. In de kerk bevinden zich 24 altaren, met een prominente plaats aan de noordoost vieringpijler voor het aan haar schutspatroon Sint Pancratius gewijde altaar.

### Reformatie
Tijdens de beeldenstorm van augustus 1566 worden grote vernielingen aangericht en talloze kunstvoorwerpen en archiefstukken gaan verloren. In 1572 gaat de kerk over in protestantse handen en zij dient in tijden van nood ook als graanopslag, zoals tijdens het Leidens ontzet in 1574. Van de oorspronkelijke katholieke aankleding blijft vrijwel niets behouden.

### 17e eeuw - heden
In de 17e eeuw vervult de Hooglandse Kerk een belangrijke religieuze en maatschappelijke rol in Leiden. Uit deze periode dateren onder meer de tochtportalen, de banken in de zijbeuken, de kansel, de uitbreiding van het orgel, vele grafzerken en de huizen aan de buitenzijde van de kerk.
In het midden van de 19e eeuw is de kerk bouwvallig, onder meer als gevolg van de ramp met het kruitschip in 1807. Even wordt zelfs sloop van de kerk overwogen. Zover komt het niet en van 1840 tot 1903 wordt de kerk flink gerestaureerd onder leiding van de architecten J.C. Rijk en W.C. Mulder. Onderdeel van de werkzaamheden zijn het tongewelf in het schip (1840) en de fraaie houten gewelven in het koor en het transept (1850) die een goed beeld geven van de oorspronkelijke ruimtewerking. Voorts wordt het hoogkoor ontdaan van het koorhek en de houten afscheidingen met de kooromgang.
Na de Tweede Wereldoorlog besluit men opnieuw tot een grote restauratie, die van 1954 tot 1979 wordt uitgevoerd. Later vinden op kleinere schaal restauratiewerkzaamheden plaats, waardoor de kerk vandaag de dag in een goede staat verkeert.
De Hooglandse Kerk heeft nog steeds een kerkelijke functie. De Leidse Binnenstadsgemeente van de Protestantse Kerk in Nederland (PKN) en de oecumenische Leidse Studenten Ekklesia houden er elke zondag hun erediensten. Daarnaast vinden er regelmatig congressen, concerten en andere evenementen plaats.

## Afmetingen
| Lengte                                        | 70,70 m |
| Breedte van het volledige schip               | 26,30 m |
| Breedte van het middenschip                   | 10,60 m |
| Lengte van het transept                       | 65,70 m |
| Hoogte van de gewelven van transept en koor   | 26,20 m |
| Hoogte van de gewelven in zijbeuken en omgang | 13 m    |

## Bezienswaardigheden

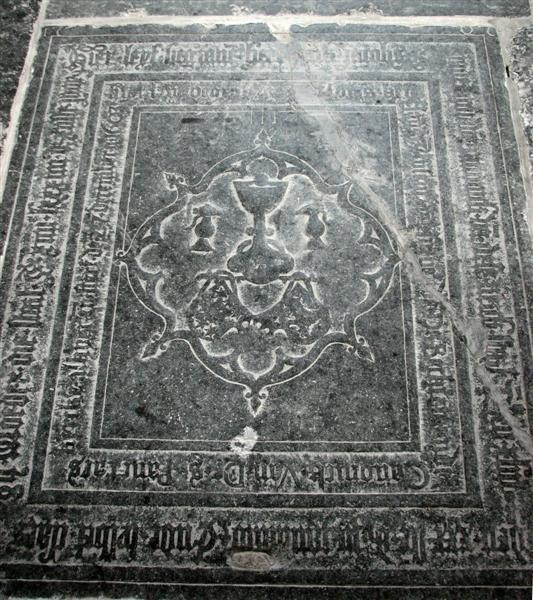
Grafzerk van een kanunnik, voorzien van een kelk met hostie en ampullen

Vanaf de muren van de Burcht heeft men een fraai zicht op de kerk dat haar bouwgeschiedenis goed illustreert. Opmerkelijk is het contrast tussen de lage toren met laatromaanse trekken en het hogere laatgotische transept en koor. Ondanks de onvoltooide toestand is de kerk een indrukwekkend monument. De kerk staat bekend om haar inwendige elegante rijzigheid, lichtval en akoestiek. Het lange transept geeft een indruk van de opzet van een immense kerk, die zich na voltooiing zou kunnen meten met Europese kathedralen. De kerk wordt met haar weelderige transeptgevels tot de fraaiste voorbeelden van de late gotiek in Nederland gerekend.
Tot de bezienswaardigheden behoren onder meer de kansel uit 1632 op een laatgotische zandstenen voet en een fragment van het laat-15e-eeuwse Sint Pietersaltaar. Van de weinige middeleeuwse grafzerken behoort het kanunniksgraf in de oostelijke kooromgang tot de fraaiste (zie afbeelding hiernaast). Vermeldenswaard is verder de rijk versierde grafzerk in het hoogkoor voor Justinus van Nassau († 1631), zoon van Willem van Oranje, en zijn vrouw Anna de Merode († 1634). Van de hand van de bekende kunstenaar Rombout Verhulst is een epitaaf uit 1661 aan de zuidoost kruispijler ter nagedachtenis aan de Leidse burgemeester Pieter van der Werff († 1604), die in de kerk begraven ligt. In het zuidertransept van de kerk staat het grote uurwerk uit 1607 dat afkomstig is uit de vieringtoren. Na een grondige restauratie is het instrument in 2003 in werkende staat overgebracht naar zijn huidige plaats in de kerk.
De kerk is van 1 mei tot 1 oktober opengesteld voor publiek. Op de jaarlijkse Open Monumentendagen in september bestaat soms de mogelijkheid om de hoge middeleeuwse kerkzolder te bezoeken.

## Orgels

### De Swart/Van Hagerbeer
Het oudste pijpwerk in dit kerkorgel is van de hand van Peter Jansz. de Swart. Deze kreeg omstreeks 1565 de opdracht om een pijporgel te bouwen. Het hing indertijd aan de oostkant van het koor boven de toenmalige sacristie. In 1637 is het orgel door de orgelbouwers Galtus en Germer van Hagerbeer vergroot, aangepast en verplaatst naar de torenwand. In 1702 en 1717 werd het opnieuw uitgebreid, ditmaal door de orgelbouwers Johannes en Roelof Barentszn Duyschot. Een van hen ligt ook in de kerk begraven. In de 19e en 20e eeuw zijn nog aanpassingen aan het orgel gedaan door resp. Lohman en Schaaffelt en Gerrit van Leeuwen. Deze zijn echter allemaal ongedaan gemaakt bij een algehele restauratie welke gereed kwam in 1980. De restauratie werd uitgevoerd door Jürgen Ahrend en beoogde een herstel van de oorspronkelijke dispositie van het orgel, met behoud van 18e-eeuwse uitbreidingen en de aanleg van een nieuw vrij pedaal. Het orgel is gestemd volgens Werckmeister III en staat op A-415 hertz, zoals gebruikelijk bij oude muziekinstrumenten.
Oorspronkelijk had het orgel een eenvoudige vijfdelige opbouw, bestaande uit een ronde middentoren, tussenvelden en spitse zijtorens. In 1637 werd de kas aan boven- en onderzijde vergroot. De middentoren en tussenvelden werden verlengd en onder de zijtorens werden vlakke velden aangebracht. Forse, ongedeelde zijvelden flankeerden het geheel. Daardoor ontstond een opbouw die paste in een 16e-eeuwse traditie. Aan de bovenzijde werd een nieuwe lijst geplaatst, in de 18e eeuw gevolgd door een tweede lijst. Hierop bevinden zich thans de oorspronkelijke bekroningen. De vergroting is met een zodanige affiniteit voor het bestaande werk verricht, dat het orgel geruime tijd voor een werkstuk uit die periode werd gehouden. De bladkandelabers zijn consequent over de volle hoogte uitgevoerd. Het grootste deel van het oorspronkelijk ornament bleef gehandhaafd. De twee driehoekige frontalen met koppen boven de middentoren bleven op hun plaats. De andere frontalen die wellicht de zijtorens bekroonden, werden later op de bovenste lijst aangebracht.
Vermeldenswaard is dat de 16e/17e-eeuwse componist Cornelis Schuyt in 1593 naast zijn vader werd aangesteld als organist van de Hooglandse Kerk. In de 18e eeuw diende zich een andere componist aan; Christian Friedrich Ruppe. Hij is initiatiefnemer van het koor van het Heilige Geest Weeshuis aan de Hooglandse Kerkgracht, dat in die periode regelmatig de erediensten in de Hooglandse kerk heeft opgeluisterd.
De orgelkas van het Loening-Hancock orgel in de kerk van St Thomas op 5th Avenue in New York is een vrij getrouwe kopie van de kas van het De Swart/Van Hagerbeer orgel.

### Kabinetorgel
Het kabinetorgel is afkomstig uit het Heilige Geest Weeshuis en is in het begin van de 19e eeuw gebouwd door een onbekende bouwer. In 1866 wijzigde de Leidse orgelmakerij van N.A.G. Lohman en J. Schaaffelt de samenstelling van het orgel. In 1959 werd het instrument door de regenten geschonken aan de Hervormde Kerk. In 1960 en 1983 waren er uitgebreide opknapbeurten door resp. Gerrit van Leeuwen en Joost Vermeulen. In 2004 is groot onderhoud uitgevoerd en werd het orgel opnieuw geïntoneerd door orgelmaker Gert van Buuren. De huidige stemming is een bijzondere variant op middentoonstemming waarbij in principe nog steeds alle toonsoorten bruikbaar zijn. De toonhoogte is A-440 Hz.

### Kathedraalorgel
Op 19 mei 2006 presenteerde de Stichting Cathedral Organ Leiden het plan om voor de Hooglandse Kerk een groot Engels orgel te verwerven. Beoogd werd de bouw van een instrument dat is gebaseerd op de grootte en klankkleur van het type orgel uit de periode 1880-1920 zoals men die in Engelse kathedralen aantreft. Het nieuwe instrument zou het grootste Engelse orgel op het Europese vasteland moeten worden. De concept-dispositie ging uit van minstens 55 registers, verdeeld over vier manualen (Great, Swell, Choir en Solo) en vrij pedaal. Verder zouden een Double Open Wood 32’ van volledige lengte (tien meter), een 32-voets tongwerk en een Tuba 8’ op verhoogde winddruk deel uitmaken van het instrument. Op 18 oktober 2007 werd bekend dat voor het nieuwe instrument een Engels orgel uit 1892 was aangeschaft. Dit orgel is van de orgelbouwer Henry 'Father' Willis en gebouwd voor de inmiddels gesloopte St Mark’s Church in Claughton, Birkenhead, Liverpool (Verenigd Koninkrijk), als een geschenk van de familie Harrison. Op 9 december 2013 werd het contract getekend met de Britse orgelbouwer Henry Willis & Sons, die aan de slag ging met het restaureren en uitbreiden van het orgel. Het instrument werd opgeleverd in de zomer van 2015, het jaar waarin de Hooglandse Kerk 700 jaar bestond.
Het plan voor het orgel sloot aan bij een toenemende belangstelling voor het romantische Engelse orgel in algemene zin en de koortraditie van de Hooglandse kerk. De Engelse koormuziek uit de 19e en 20e eeuw vormt een kenmerkend bestanddeel van het repertoire van het vaste koor van de kerk, de Leidse Cantorij. De Hooglandse kerk is regelmatig het podium voor kathedrale koren, waaronder de koren van York Minster (2005), Lichfield Cathedral (2006) en Ely Cathedral (2010).

### Organisten van de Hooglandse Kerk
- 1400-1431 Jacob Hoonger
- 1546 Duyrijn
- 1579-1586 Gerrit Hendrikszoon Orgelpijp
- 1586-1601 Floris Corneliszoon Schuijt
- 1593-1601 Cornelis Floriszoon Schuyt
- 1601-1614 Jan Philipszoon van Velsen
- 1614-1615 Abraham Verheijden
- 1615-1624 Jan Janszoon van Sonnevelt
- 1624-1645 Hermanus Pijszoon
- 1645- 1678 Eustacius Parisius
- 1678- 1688 David Slegtenhorst
- 1688-1699 Cornelis van Bilderbeeck
- 1699-1717 Gosewinus Brouwer
- 1717-1765 Frederick Eduard Day
- 1765-1782 Hermanus Coster
- 1782-1783 Cornelis Gerardus van den Heuvel
- 1783-1786 Abraham van Beaumont
- 1786-1809 Johannes Eijgeman
- 1822-1871 Abr. Adr. Peltenburg
- 1834 C.J. van Burgh
- 1871-1885 J.A.H. van Hartrop
- 1873 J.E. Peltenburg
- 1885 Johannes Eggers
- 1901-1933 Leendert Koolen
- 1933-1943 Feike Asma
- 1943-1951 Piet Uiterlinden
- 1952-1956 Adriaan Blankenstein
- 1956-1961 A. de Leeuw
- 1960-1999 Joop Brons
- 1999-2017 Theo Visser
- 2018 Willeke Smits